# Simon Petljura
Simon Vasiljovič Petljura ali Petlura (ukrajinsko Симон Васильович Петлюра, latinizirano: Symon Vasyl'ovyč Petljura) je bil ukrajinski politik in novinar, * 22. maj 1879, Poltava, Rusko carstvo, † 25. maj 1926, Pariz, Francija. 
Med ukrajinsko vojno za neodvisnost, ukrajinsko-sovjetsko vojno 1917-1922 in poljsko-sovjetsko vojno po padcu Ruskega imperija leta 1917 je bil vrhovni komandant ukrajinske armade in predsednik Ukrajinske ljudske republike. Po zmagi boljševikov v državljanski vojni je odšel v izgnanstvo. 
Ukrajinska ljudska armada je bila odgovorna za smrt več tisoč judovskih civilistov v pogromih med državljansko vojno. Petljuro je v Parizu leta 1926 umoril judovski anarhist Sholem Schwarzbard, ki je v pogromih izgubil družino. 

## Kariera do leta 1917
Rojen je bil v predmestju Poltave v Ruskem carstvu kot sin  Vasilija Pavloviča Petljure in Olge Oleksijivne, rojene  Marčenko, ki je bila kozaškega porekla. Oče je bil lastnik prevozniškega podjetja, materin oče pa pravoslavni hieromonah (duhovnik). Petljura je pridobil prvo znanje v župnijskih šolah in nameraval postati pravoslavni duhovnik.  
Od leta 1895 do 1901 je študiral v ruskem pravoslavnem semenišču v Poltavi. V semenišču se je leta 1898 pridružil društvu Hromada in bil zaradi članstva v Hromadi leta 1901 izključen iz semenišča. Leta 1900 se je vključil v Ukrajinsko revolucionarno stranko. Leta 1902 se je pod grožnjo aretacije preselil v Jekaterinodar v Kubanu, kjer je delal dve leti, sprva kot učitelj in pozneje kot arhivar Kubanske kozaške vojske. V Jekaterinodarju je pomagal urediti več kot 200.000 dokumentov. Decembra 1903 je bil aretiran zaradi organiziranja podružnice Ukrajinske revolucionarne stranke  v Jekaterinodarju in objavljanja hujskaških proticarističnih člankov v ukrajinskem tisku zunaj cesarske Rusije, zlasti v Lembergu v Galiciji, ki je bil pod avstroogrsko oblastjo. Ko so ga marca 1904 proti varščini izpustili iz zapora, se je za kratek čas preselil v Kijev in nato v Lemberg. 
V Lvovu je Petljura živel pod imenom Svjatoslav Tagon in skupaj z Ivanom Frankom in Volodimirjem Hnatjukom delal kot urednik revije Literaturno-naukovji vistnik (Literarno-znanstveni glasnik) Znanstvenega društva Ševčenko in kot sourednik časopisa Volja. Napisal je tudi veliko člankov za ukrajinski tisk v Galiciji. 
Konec leta 1905 so oblasti razglasile vsedržavno amnestijo in Petljura se je za kratek čas vrnil v Kijev, a se je kmalu preselil v rusko prestolnico Sankt Peterburg, da bi skupaj s Prokipom Ponjatenkom in Mikolo Poršom izdajal socialdemokratski mesečnik Vilna Ukrajina (Svobodna Ukrajina). Potem ko so ruski cenzorji julija 1905 to revijo zaprli, se je vrnil v Kijev, kjer je delal za časopis Rada (Svet). V letih 1907–1909 je postal urednik literarne revije Slovo (Beseda) in sourednik Ukrajine. 
Ker so ruske carske oblasti ti publikaciji zaprle, se je moral Petljura znova seliti iz Kijeva. Leta 1909 je odšel v Moskvo, kjer je za kratek čas delal kot računovodja. Tam se je leta 1910 poročil z Olgo Bilsko (1885–1959), s katero je imel hčerko Lesjo (1911–1942). Od leta 1912 do maja 1917 je bil sourednik vplivne revije Ukrainskaja Žizn  (Ukrajinsko življenje), pisane v ruskem jeziku.

## Revolucija v Ukrajini

### Vzpon na oblast
Maja 1917 se je Petljura kot delegat udeležil Prvega vseukrajinskega kongresa vojaških poslancev v Kijevu. 18. maja je bil izvoljen za vodjo Ukrajinskega splošnega vojaškega komiteja, ki danes velja za prednika sodobnega ukrajinskega ministrstva za obrambo. Z razglasitvijo Centralnega sveta Ukrajine (Centralna rada) 28. junija 1917 je Petljura postal prvi sekretar (minister) za vojaške zadeve. 
Ker se ni strinjal s politiko takratnega predsednika generalnega sekretariata Volodimirja Viničenka, je Petljura zapustil vlado in postal komandant 3. Gajdamaškega pehotnega polka Svobodne Ukrajine s sedežem v Harkovu. Januarja–februarja 1918 je bil Gajdamaški polk premeščen v Kijev, da bi zatrl vstajo delavcev kijevskega arzenala in obranil mesto pred boljševiško Rdečo gardo.  
Po državnem udaru 28. aprila 1918 in ustanovitvi Hetmanata je administracija hetmana Pavla Skoropadskega aretirala Petljuro in ga za štiri mesece zaprla v Bili cerkvi. 
Petljura je sodeloval v protihetmanskem udaru novembra 1918 in postal član Direktorata Ukrajine kot poveljnik njenih vojaških sil. Po padcu Kijeva februarja 1919 in Viničenkovem odhodu iz Ukrajine je Petljura 11. februarja 1919 postal vodja Direktorata. Kot poveljnik vojske in države se je naslednjih deset mesecev še naprej boril proti boljševiškim in belim silam v Ukrajini. 

### Leto 1919
Z izbruhom sovražnosti med Ukrajino in Sovjetsko Rusijo januarja 1919 in Viničenkovo emigracijo je Petljura postal vodilna osebnost Direktorata. Pozimi 1919 je Petljurova vojska izgubila večino Ukrajine, vključno s Kijevom, v korist boljševikov in se do 6. marca umaknila v Podolje. Spomladi 1919 mu je uspelo preprečiti državni udar, ki ga je zaradi Petljurovega sodelovanja s socialisti organiziral Volodimir Oskilko. Med letom je Petljura še naprej branil novonastalo republiko pred napadi boljševikov, belih Rusov Antona Denikina in romunsko-poljskih čet. Do jeseni 1919 je bila večina Denikinovih belih ruskih sil poražena in boljševiki so postali prevladujoča sila v Ukrajini. 

### Leto 1920
5. decembra 1919 se je Petljura umaknil na Poljsko, ki ga je pred tem  priznala za vodjo zakonite vlade Ukrajine. Aprila 1920 je kot vodja Ukrajinske ljudske republike v Varšavi podpisal zavezništvo s poljsko vlado, s katerim se je strinjal z mejo na reki Zbruh in Poljski priznal pravico do Galicije v zameno za vojaško pomoč pri strmoglavljenju boljševiškega režima. Poljske sile, okrepljene s preostalimi Petljurovimi enotami, približno dve diviziji, so 7. maja 1920 napadle Kijev, kar se je izkazalo za prelomnico v poljsko-sovjetski vojni 1919–1921. Po začetnih uspehih so se morale sile Piłsudskega in Petljure umakniti do reke Visle in v poljsko prestolnico Varšavo. Poljska vojska je na koncu premagala ruske boljševiške sile, Rdeča armada pa je kljub temu ostala v delih Ukrajine, zato Ukrajinci niso mogli vzpostaviti svoje neodvisnosti. Petljura je vodil zadeve ukrajinske vlade iz izgnanstva v Tarnówu v Malopoljski. Ko je sovjetska vlada v Moskvi zahtevala Petljurovo izročitev, so ga Poljaki na skrivaj preselili iz Tarnówa v Varšavo.

### Obdobje po revoluciji
Boljševistična Rusija je vztrajno zahtevala Petljurovo  izročitev.   Ob ustanovitvi Sovjetske zveze 30. decembra 1922 je Petljura pod zaščito več poljskih prijateljev in kolegov, kot je bil  Henrik Józewski, konec leta 1923 zapustil Poljsko in odšel v Budimpešto, od tam na Dunaj in v Ženevo, dokler se ni v začetku leta 1924 za stalno naselil v Parizu. V Parizu je urejal časopis Trizub v ukrajinskem jeziku. 

## Promoviranje ukrajinske kulturne identitete
Petljura je v času vodenja Direktorata aktivno podpiral ukrajinsko kulturo tako v Ukrajini kot v ukrajinski diaspori. 

### Podpiranje kulture v Ukrajini
Petljura je uvedel podelitev naslova "Ljudski umetnik Ukrajine" umetnikom, ki so pomembno prispevali k ukrajinski kulturi. Nagrada s podobnim imenom se je nadaljevala tudi po pomembnem prelomu pod sovjetskim režimom. Med prejemniki tega priznanja je bil tudi slepi kobzar Ivan Kučuhura-Kučerenko. 

### Podpiranje ukrajinske kulture v tujini
Za enega od vzvodov za pridobivanje mednarodne podpore je imel prepoznavnost ukrajinske umetnosti prek kulturnih izmenjav. Aktivno je podpiral predvsem delo kulturnih voditeljev, kot so bili  koreograf Vasil Avramenko, dirigent Oleksander Košec in bandurist Vasil Jemec. Omogočal jim je mednarodna potovanja in spodbujal zavest o ukrajinski kulturi. Košec je ustanovil ukrajinsko glasbeno skupino Capella in jo popeljal na mednarodne turneje po Evropi in Ameriki. Eden od koncertov skupine Capella je navdihnil Georgea Gershwina, da je napisal Summertime, ki temelji na ukrajinski uspavanki Oj hodit son kolo vikon (ukrajinsko Ой ходить сон коло вікон), kar bi se lahko prevedlo v Oj, spanec hodi okoli oken. Vsi trije glasbeniki so kasneje emigrirali v Združene države Amerike. 

## Življenje v izgnanstvu
V Parizu je Petljura vodil vlado Ukrajinske narodne republike v izgnanstvu. Ustanovil je tednik Trizub ter nadaljeval z urejanjem in pisanjem številnih člankov pod različnimi psevdonimi (V. Marčenko, V. Salevski, I. Rokicki in O. Riastr) s poudarkom na vprašanjih, povezanih z nacionalnim zatiranjem v Ukrajini. Članki so bili pogosto napisani z literarnim pridihom.  

## Petljurova vloga v pogromih
Petljura velja za kontroverzno osebnost, povezano s pogromi Judov med njegovo vladavino v Ukrajinski narodni republiki. Po besedah Petra Keneza je "pred nastopom Hitlerja prišlo do največjega množičnega pomora Judov v Ukrajini v času državljanske vojne. Za poboje Judov so bili krivi vsi udeleženci spopada, tudi boljševiki; vendar je imela  največje število žrtev ukrajinska Prostovoljna armada". Število Judov, ubitih v tem obdobju, je ocenjeno na med 50.000 in 200.000. Med letoma 1918 in 1921 je bilo v Ukrajini zabeleženih skupno 1236 nasilnih napadov na Jude. Med njimi so jih 493 izvedli vojaki Ukrajinske ljudske republike pod poveljstvom Simona Petljure, 307 neodvisni ukrajinski vojskovodje, 213 Denikinova vojska, 106 Rdeča armada in 32 poljska vojska.

Čas je, da priznamo, da je bilo svetovno judovsko prebivalstvo – njihovi otroci, njihove ženske – zasužnjeno in prikrajšano za nacionalno svobodo, tako kot je še vedno. 

Tega ne smemo odrivati na stran. To že od nekdaj živi z nami in z nami deli usodo in nesrečo. 

Odločno ukazujem, da se vsi tisti, ki bodo hujskali k izvajanju pogromov, izključijo iz naše vojske in se jim sodi kot izdajalcem domovine. Sodišča naj jim sodijo za njihova dejanja, ne da bi zločincem prihranile po zakonu najstrožje kazni. Vlada Ukrajinske ljudske republike, ki je razumela vso škodo, ki jo pogromi povzročajo državi, je izdala razglas celotnemu prebivalstvu države s pozivom, naj se zoperstavi vsem ukrepom sovražnikov, ki spodbujajo pogrome nad judovskim prebivalstvom ...

Vrhovni ataman Petljura, 26. avgust 1919
Novonastala Ukrajinska ljudska republika je Judom obljubila popolno enakopravnost in avtonomijo. Arnold Margolin, judovski pomočnik ministra v Petljurjevi vladi Ukrajinske ljudske republike, je maja 1919 izjavil, da je ukrajinska vlada Judom dala več pravic, kot so jih uživali pod  katero koli drugo evropsko vlado. Po letu 1918 so se v pogrome nad Judi vključile tudi vojaške enote. Pogromi na ukrajinskem ozemlju so se še naprej izvajali tudi med Petljurjevim mandatom vodje države (1919–1920).
Petljurjeva vloga v pogromih je bila predmet spora vse od njegovega atentata leta 1926 in sojenja Schwartzbardu, ki je sledilo. Leta 1969 je revija Jewish Social Studies objavila dve nasprotujoči si mnenji učenjakov Tarasa Hunczaka in Zose Szajkowskega o odgovornosti Petljure za pogrome nad Judi med njegovo vladavino v Ukrajini. Kasneje je revija objavila pismi obeh avtorjev..  
Po besedah Hunczaka si je Petljura ob številnih priložnostih dejavno prizadeval zaustaviti protijudovsko nasilje in uvedel smrtno kazen za izvajanje pogromov. V nasprotju z njim ga drugi obtožujejo, da ni naredil dovolj za zaustavitev pogromov in da se je bal kaznovati častnike in vojake, ki so sodelovali pri zločinih proti Judom, ker se je bal, da bi izgubil njihovo podporo.

## Atentat
25. maja 1926 ob 14.12 je k Petljuri pristopil Sholom Schwartzbard in ga vprašal, če je to on, in ga nato petkrat ustrelil. Schwartzbard se je nato predal policiji in izjavil: "Petljuro sem ubil, da bi maščeval smrt tisočih žrtev pogroma v Ukrajini, ki so jih pobile Petljurove sile, ne da bi on ukrepal in preprečil te pokole". Judovska telegrafska agencija je 27. maja 1926 poročala, da so Petljurove "pogromaške skupine" odgovorne za poboj več deset tisoč Judov.
Schwartzbard je bil anarhist judovskega rodu, rojen v Ukrajini. Sodeloval je pri judovski samoobrambi Balte med pogromom leta 1905. Ruska carska vlada ga je obsodila na 3 mesece zapora, ker naj bi on "izzival" pogrom v Balti. Dvakrat je bil obsojen zaradi sodelovanja pri anarhističnih "razlastitvah " (vlomi) in bančnih ropih v Avstro-Ogrski. Kasneje se je pridružil francoski tujski legiji (1914–1917) in bil ranjen v bitki na Sommi. Poročajo tudi, da je Schwartzbard slavnemu kolegu anarhističnemu voditelju Nestorju Mahnu v Parizu povedal, da je neozdravljivo bolan in pričakuje, da bo umrl ter da bo s seboj vzel Petljuro.  Mahno je Schwartzbardu to prepovedal.
Schwartzbardovi starši so bili med petnajstimi člani njegove družine, umorjenimi v pogromih v Odesi. Jedro obrambe na Schwartzbardovem sojenju je bilo – kot ga je predstavil znani pravnik Henri Torres – da je maščeval smrt več kot 50.000 judovskih žrtev pogromov, medtem ko je tožilstvo poskušalo dokazati, da Petljura ni bil odgovoren za pogrome in da je bil Schwartzbard sovjetski agent. Po osemdnevnem sojenju je porota Schwartzbarda oprostila.
Po besedah prebeglega operativca KGB Petra Derjabina je bil Schwartzbard sovjetski (NKVD) agent in je deloval po ukazu nekdanjega predsednika sovjetske ukrajinske vlade in tedanjega sovjetskega veleposlanika v Franciji Christiana Rakovskega. Posebno operacijo Državnega političnega direktorata je odobril agent direktorata Mihail Volodin, ki je prispel v Francijo 8. avgusta 1925 in je bil v tesnem stiku s Schwartzbardom.
Petljura je pokopan na  Cimetière du Montparnasse v Parizu. 
Petljurovi sestri, pravoslavni nuni, ki sta ostali v Poltavi, je NKVD (sovjetska tajna policija) leta 1928 aretirala in ustrelila. Trdi se, da je marca 1926 Vlas Čubar (predsednik Sveta ljudskih komisarjev Ukrajine) v govoru, ki ga je imel v Harkovu in ponovil v Moskvi, opozoril na nevarnost, ki jo Petljura predstavlja za sovjetsko oblast. Po tem govoru naj bi bil izdan ukaz za atentat na Petljuro.

## Zapuščina

### Ukrajina
Z razpadom Sovjetske zveze leta 1991 so prej omejeno dostopni sovjetski arhivi številnim politikom in zgodovinarjem omogočili pregled vloge Petljure v ukrajinski zgodovini. Nekateri ga imajo za narodnega heroja, ki si je prizadeval za neodvisnost Ukrajine. Več mest, vključno s Kijevom, ukrajinsko prestolnico, in Poltavo, mestom njegovega rojstva, je Petljuri postavilo spomenike, v Poltavi pa načrtujejo tudi muzejski kompleks. Petljurov kip, ki so ga oktobra 2017 odkrili v Vinici, je Svetovni judovski kongres označil za sramotnega in obžalovanja vrednega. Ob 80. obletnici njegovega atentata sta v Kijevu Univerza Tarasa Ševčenka in Državni arhiv Ukrajine izdala dvanajst zvezkov njegovih del, vključno s članki, pismi in zgodovinskimi dokumenti. Leta 1992 je v Poltavi serija branj, znana kot "Petlurivski čitannia", postala vsakoletni dogodek. Od leta 1993 vsako leto potekajo branja na Kijevski univerzi.
Junija 2009 je kijevski mestni svet v počastitev 130. obletnice njegovega  rojstva preimenoval Ulico Kominterne v Ulico Simona Petljure.
V sedanji Ukrajini Petljura ni tako čaščen kot Mihajlo Hruševski, ki je imel veliko manjšo vlogo v Ukrajinski ljudski republiki, saj je bil Petljura pretesno povezan z nasiljem, da bi bil dobra simbolna osebnost.  V anketi "Slavni Ukrajinci vseh časov" iz leta 2008, v kateri anketiranci niso prejeli nobenih seznamov ali nasvetov, Petljura ni bil omenjen. Hruševski je bil v tej anketi na šestem mestu. Leta 2008 je v televizijskem projektu Velyki Ukraïntsi (Največji Ukrajinci) zasedel 26. mesto.
Stepan Skripnik, nečak Simona Petljure, je 6. junija 1990 postal patriarh Ukrajinske pravoslavne cerkve Mstislav. 
Decembra 2022 se je nedavno osvobojeni (od ruskih sil) Izium odločil preimenovati Ulico Maksima Gorkega v Ulico Simona Petljure. Eno od ulic so poimenovali po Stepanu Banderi.

### Ukrajinska diaspora
Za del zahodnoukrajinske diaspore je Petljura narodni heroj, borec za ukrajinsko neodvisnost, mučenik, ki je navdihnil stotisoče ljudi, da so se borili za neodvisno ukrajinsko državo. Navdihnil je izvirno glasbo  in mladinske organizacije.

### Petljura v ukrajinskih ljudskih pesmih
Med revolucijo je Petljura postal predmet številnih ljudskih pesmi, predvsem kot junak, ki poziva svoje ljudstvo k združitvi proti tujemu zatiranju. Njegovo ime je postalo sinonim za klic po svobodi. Petnajst pesmi je posnel  etnograf, profesor K. Danilevski. V pesmih je Petljura prikazan kot vojak, podoben Robinu Hoodu,  ki se posmehuje Skoropadskemu in boljševiški Rdeči gardi. 
Novice o Petljurovem atentatu poleti 1926 so zaznamovali številni upori v vzhodni Ukrajini. Upore je sovjetska oblast brutalno zatrla. Slepa kobzarja Pavlo Haščenko in Ivan Kučuhura Kučerenko sta sestavila dumo (epsko pesem) v spomin na Simona Petljuro. Petljura je do zdaj edini sodobni ukrajinski politik, kateremu so v spomin ustvarili in zapeli dumo. Duma je postala priljubljena med kobzarji Levobrežne Ukrajine.
Sovjeti so poskušali diskreditirali ukrajinskega nacionalnega voditelja. Pojavile so se številne šaljive pesmi, v katerih je Petljura prikazan kot potujoč berač, katerega edino ozemlje je tisto, ki je pod njegovim vozom. Številne predstave, kot sta Republika na kolesih Jakova Mamontova in opera Ščors Borisa Liatošinskega ter Arsenal Georgija Maiborode, prikazujejo Petljuro v negativni luči, kot lakaja, ki je zahodno Ukrajino prodal Poljski. Pesmi se pogosto pojejo na iste melodije kot pesmi, ki so ga opevale med bojem za ukrajinsko neodvisnost leta 1918. 
Ukrajinci ga v svojih ljudskih pesmih še naprej prikazujejo podobno kot Tarasa Ševčenka in Bogdana Hmelnickega. Primerjajo ga s soncem, ki je nenadoma prenehalo sijati.